# Emmanuel Koum
Emmanuel Koum   (Douala, 5 de gener de 1946 - 26 de novembre de 2008) és un exfutbolista camerunès de la dècada de 1970.
Fou internacional amb la selecció de futbol del Camerun. Pel que fa a clubs, destacà a AS Monaco.